# Lugones (Siero)

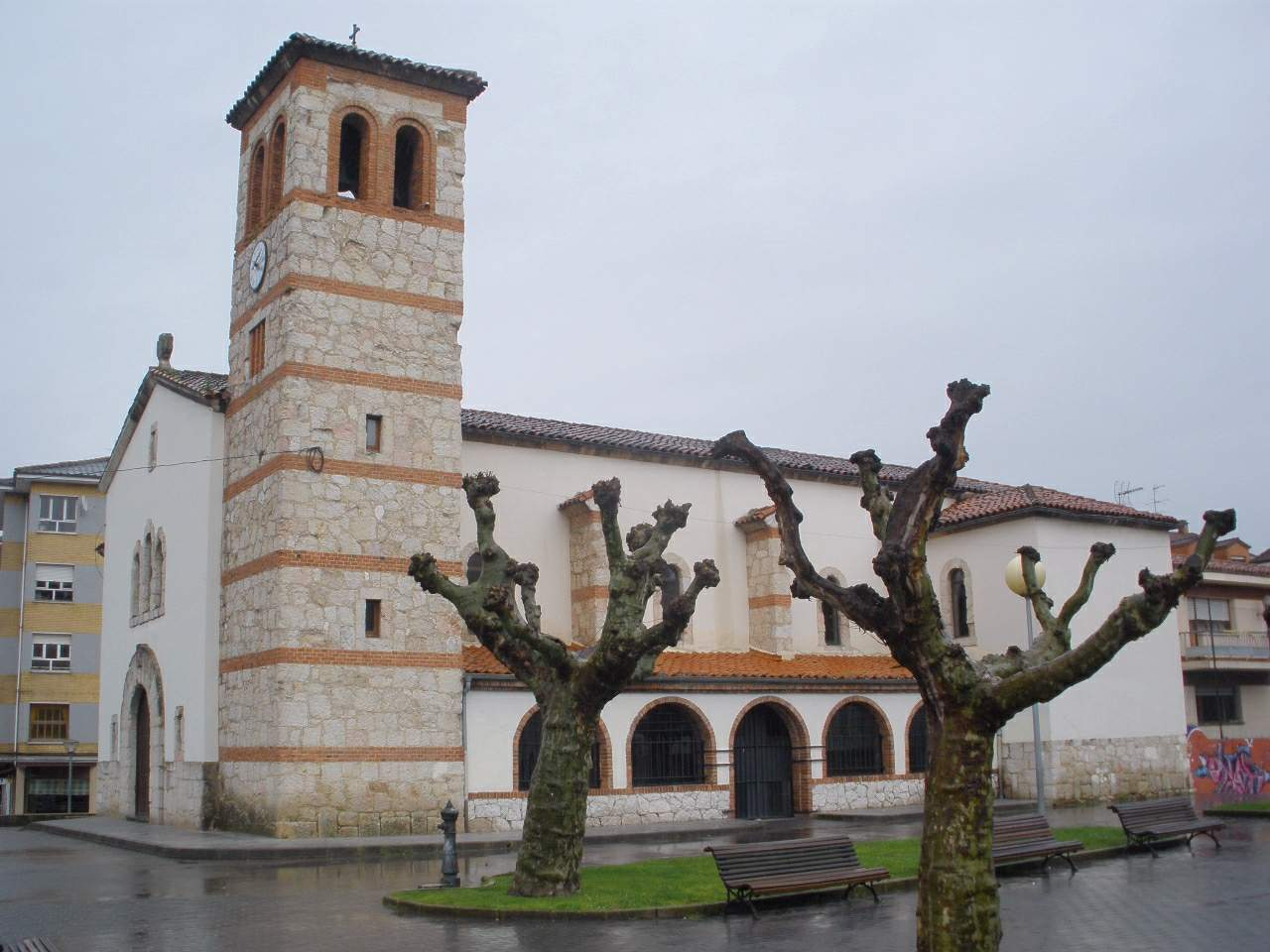
Iglesia de San Félix de Lugones

Lugones (en asturiano, Llugones, y oficialmente, Lugones/Llugones) es la mayor localidad del concejo de Siero, en el Principado de Asturias (España). Tiene una superficie de 5,48 km² y alberga una población de 13.316 habitantes, siendo la población con más habitantes del municipio (2024, INE). Se encuentra a 5 km de Oviedo, a 13 km de la capital del concejo, Pola de Siero, y a 22 km de Gijón. El gentilicio es lugonino o lugonense.

## Historia

### Prehistoria y romanización
El topónimo de Lugones tiene una raíz indígena celta que tenía su predominio en el centro de la región junto a otras tribus y esta era la tribu de los luggones que procede de la raíz céltica lug que significaba “brillante”. Lug era una divinidad solar, la divinidad principal de los celtas en la península de los que los luggones eran los descendientes o hijos de la luz. De acuerdo con la documentación literaria antigua, el territorio actual del concejo de Siero estaría habitado por la tribu de los luggones pertenecientes a los astures, de clara raíz céltica. En el año 572 el rey de los suevos Miro llevará a cabo una incursión contra los luggones.
En las cercanías de Lugones existen yacimientos como un castro denominado “Castro La Torre” y que estaba enclavado en el barrio de Paredes, en una terraza sobre el río Nora. J.M. González, en el año 1957 localiza el emplazamiento de una villa romana en las Folgueras, en el caserío llamado “Monte les Muries” del barrio de Paredes, cerca de un camino que va de ésta a Colloto, y a la derecha del río Nora se hallaron varios restos cerámicos. Son significativos los topónimos inmediatos al lugar de la localidad, como Murias y Paredes.
De la época romana quedan restos del Puente Viejo, remozado posteriormente. Comunicaba Oviedo con esta zona y formaba parte de una calzada romana que unía las poblaciones de "Astúrica Augusta"(Astorga) y "Lucus Asturum"(Lugo de Llanera).

## Economía
Rodeada de polígonos industriales y a unos 5 kilómetros de Oviedo, su emplazamiento en el centro de Asturias le permite absorber gran cantidad de transeúntes tanto en el área de ocio, como en el comercio. Lugones posee una gran cantidad de negocios de hostelería, principalmente sidrerías y restaurantes, muchos de ellos en torno al tramo de la calle Leopoldo Lugones denominado "La Peatonal", icono de la hostelería de la localidad, y atractivo turístico creciente que además genera importantes beneficios económicos para Lugones directamente y para Siero de forma indirecta a través de impuestos. Sin embargo, la expansión de Lugones se aceleró sobre todo a partir de la década de 1970 como ciudad dormitorio. Alrededor de la localidad hay muchos de los centros comerciales más concurridos de Asturias, Parque Principado, Aldi, Lidl, Ikea o el centro comercial Azabache por poner algunos ejemplos.

## Sociedad

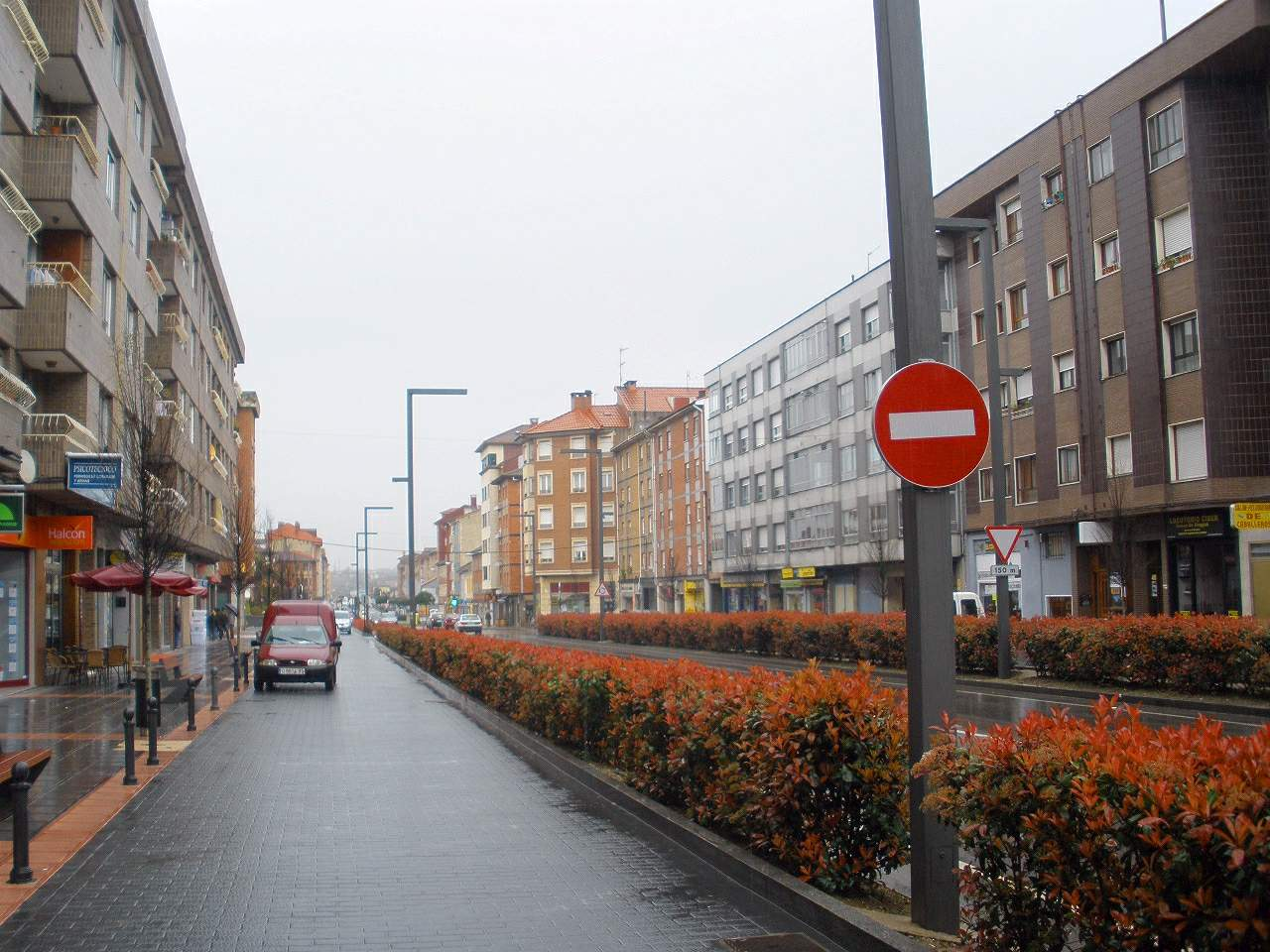
Avenida principal en Lugones

Fruto del descontento de una serie de vecinos que se sentían discriminados frente a la capital del concejo, Pola de Siero, una asociación vecinal derivó en partido político, Conceyu. Aunque en comparación con el total de la población del concejo de Siero no tiene demasiada relevancia, son clave como llave de gobierno en el ayuntamiento.
Posee una tenencia de alcaldía para realizar los trámites con el Ayuntamiento sin tener que desplazarse hasta La Pola. Entre otros equipamientos, posee gimnasio y piscina municipal cubierta y descubierta, biblioteca pública, telecentro, instituto de educación secundaria y centro de estudios.

## Cultura
Tiene dos fiestas patronales: la de Nuestra Señora del Buen Suceso, también conocida como El Carbayu por ser el barrio donde se enclava, se celebra el primer fin de semana de agosto. El  últimio fin de semana del mismo mes se celebran las de Santa Isabel. También celebran hogueras de San Juan y Noche Folk.
En el mes de abril la Agrupación Folklórica La Sidrina hace entrega del Galardón "PUEBLO DE LUGONES", así como una Exposición dedicada cada año sobre temas de la Cultura Asturiana. El último sábado de agosto, coincidiendo con las Fiestas de Santa Isabel, organizan la MUESTRA FOLKLÓRICA INTERNACIONAL DE LUGONES.
La Asociación Cultural Lugones Se Mueve, organiza en el mes de abril una Prueba Popular de Sidra y en junio un Festival de la Cerveza.

## Deporte

### Instalaciones deportivas
Lugones cuenta con campo de fútbol de césped artificial, que alberga los partidos del Atlético de Lugones SD y Beredi CF; bolera, que ha albergado importantes competiciones incluso internacionales; piscinas descubiertas en el bosque la Cebera; y un complejo deportivo municipal con cancha polideportiva, pistas de tenis y pádel, gimnasio, sauna y piscina climatizada.

### Fútbol

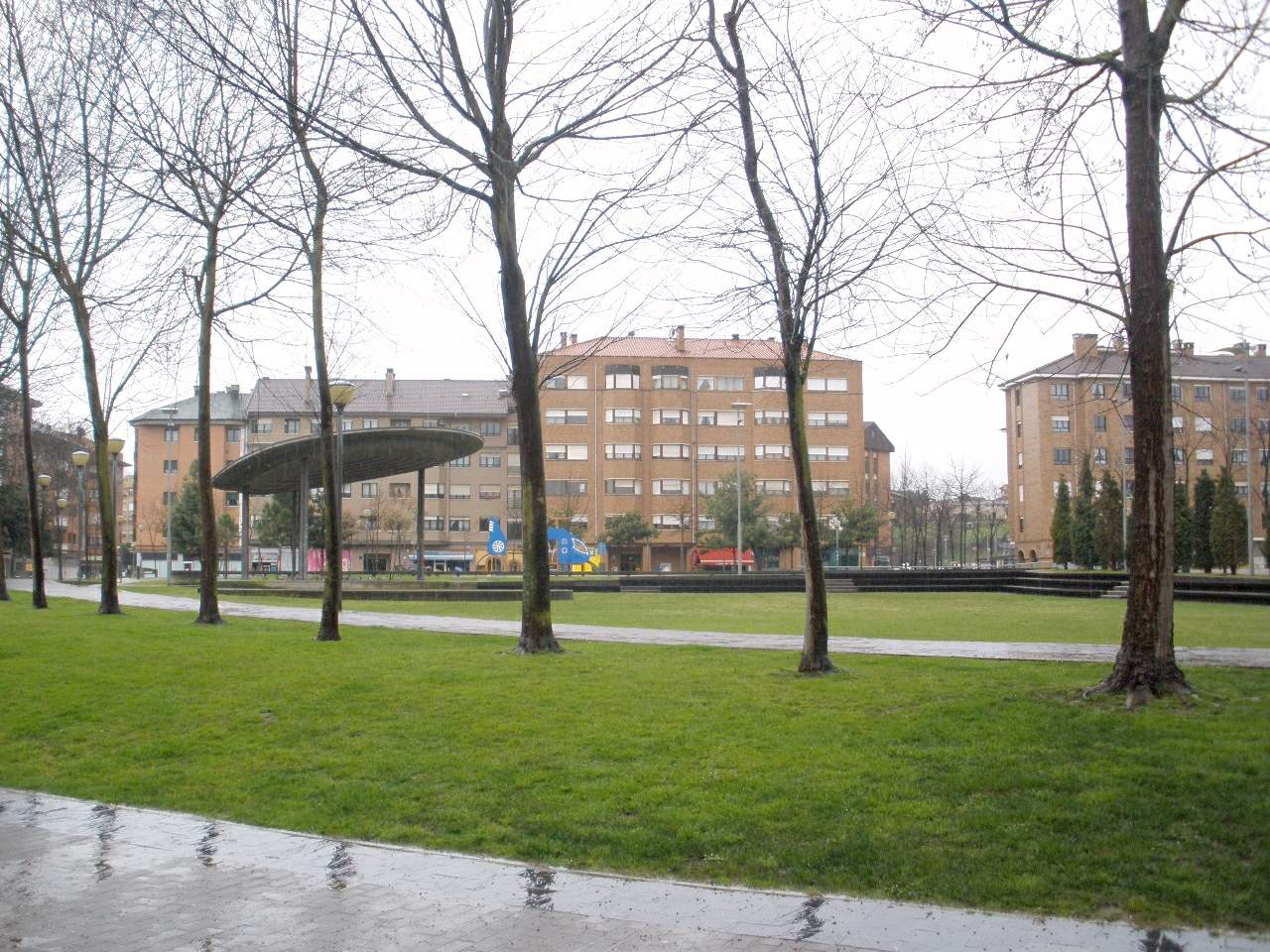
Parque de Lugones

En Lugones juega el Atlético de Lugones. Existen además varios equipos de categorías inferiores: prebenjamín, benjamín, alevín, cadete, infantil y juvenil.
La Esperanza, equipo de fútbol base fundado a finales de los años 50 por Paquín El carteru que, después de desaparecer durante unos años, fue refundado en 2008. Actualmente cuenta con equipos en categoría: femenina, juvenil, cadete, infantil, alevín, benjamín, prebenjamín y escuela de iniciación.
Por otro lado existe la escuela de fútbol San Félix Lugones, escuela dedicada a la formación de jóvenes futbolistas fundada en 1994 por dos entrenadores de fútbol, Toño Ardisana y Marcos López (Aco). Compite en fútbol federado con el nombre de S. D. San Félix Lugones y cuenta con distintos equipos en las categorías de benjamines y prebenjamines.
También conviene destacar que existen tres equipos de fútbol sala sénior, el Garfil FSK, el Puente Legends y el Lugones Rangers.

### Otros deportes
En el caso de senderismo y montañismo, es de destacar el Club Alpino Lugones, fundado en 1970, o Arqueros de Lugones Teresa Valdés, fundado en el año 2006. El club lleva el nombre de la malograda deportista olímpica, natural de Lugones, Teresa Valdés Estrada, deportista de alto nivel que dio su nombre también al Complejo Deportivo Municipal de Lugones. Lugones cuenta también con un club de natación, el C.N. Lugones, que entrena en la piscina climatizada del complejo deportivo Teresa Valdés Estrada.
Lugones también cuenta con un equipo de atletismo: el Ciudad de Lugones Club de Atletismo, que entrenan en las instalaciones deportivas del Atlético de Lugones.

### Pruebas deportivas
En diversas ocasiones del año, ciertas entidades organizan pruebas deportivas en Lugones. Es el caso de los duatlones que organiza el club de ciclismo EMC, o las competiciones que organiza el Ciudad de Lugones.

## Comunicaciones
Lugones actualmente crece a buen ritmo dada su situación en el centro de Asturias. Está muy bien comunicado ya que posee servicios de tren y autobús urbano e interurbano hacia las tres grandes ciudades de la región, Oviedo, Gijón y Avilés y las comarcas mineras. 

## Nomenclátor
Según el nomenclátor de 2009, la parroquia de Lugones está formada por los lugares de:
- Les Folgueres:[2] 123 habitantes

- Lugones/Llugones:[2] 13 103 habitantes
- Paredes: 79 habitantes

Igualmente, en la parroquia, se encuentran las poblaciones (no incluidas en el nomenclátor) cuyos topónimos oficiales son:
La Braña de Riba, El Cabrón, La Caleya’l Palacio, El Carbayu, Les Cases del Puente, La Casona, El Castru, La Corexa, El Cruce Vieyu, El Cruce Nuevu, El Cuetu, La Faya, La Iría, La Llosa la Villa, Los Molinos, El Palacio, Los Peñones, La Ponte, El Puente Vieyu, El Resbalón, Santa Bárbara, El Sucu, El Tiru Cañón, El Tocote, La Torre, El Villar.